# Pilea hollickii
Pilea hollickii är en nässelväxtart som beskrevs av Fawcett och Rendle. Pilea hollickii ingår i släktet pileor, och familjen nässelväxter. Inga underarter finns listade i Catalogue of Life.